# BMC Team Elite 29

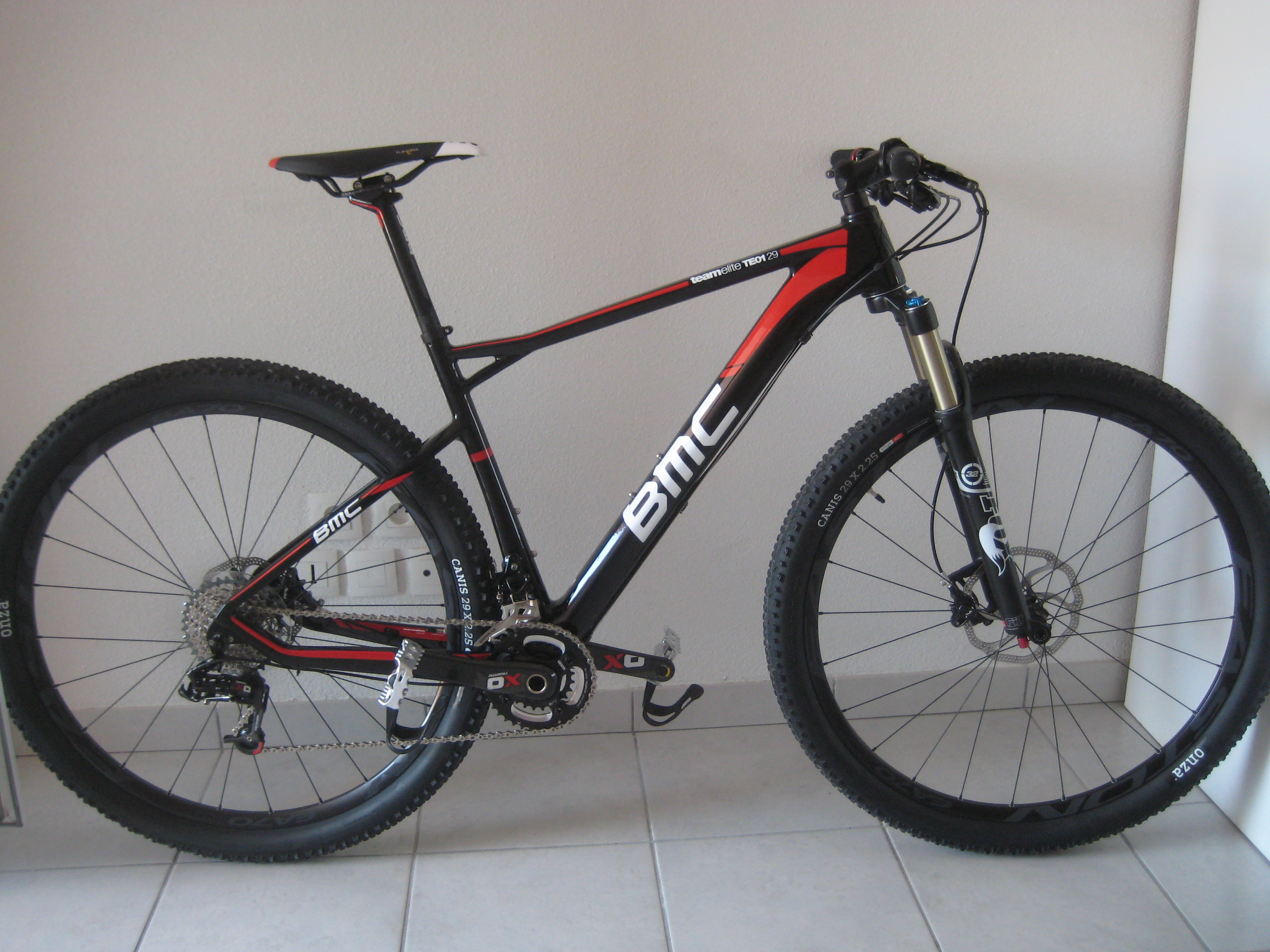
Team Elite 01 29 de 2013

Le BMC Team Elite 29 est un vélo de type VTT semi-rigide destiné à la pratique du cross-country, conçu et fabriqué par le constructeur suisse BMC. C'est le premier semi-rigide 29 pouces de la marque. Le vélo a été présenté pour la première fois à la presse lors de la Sea Otter Classic en avril 2012. Il est commercialisé depuis juin 2012.

## Caractéristiques

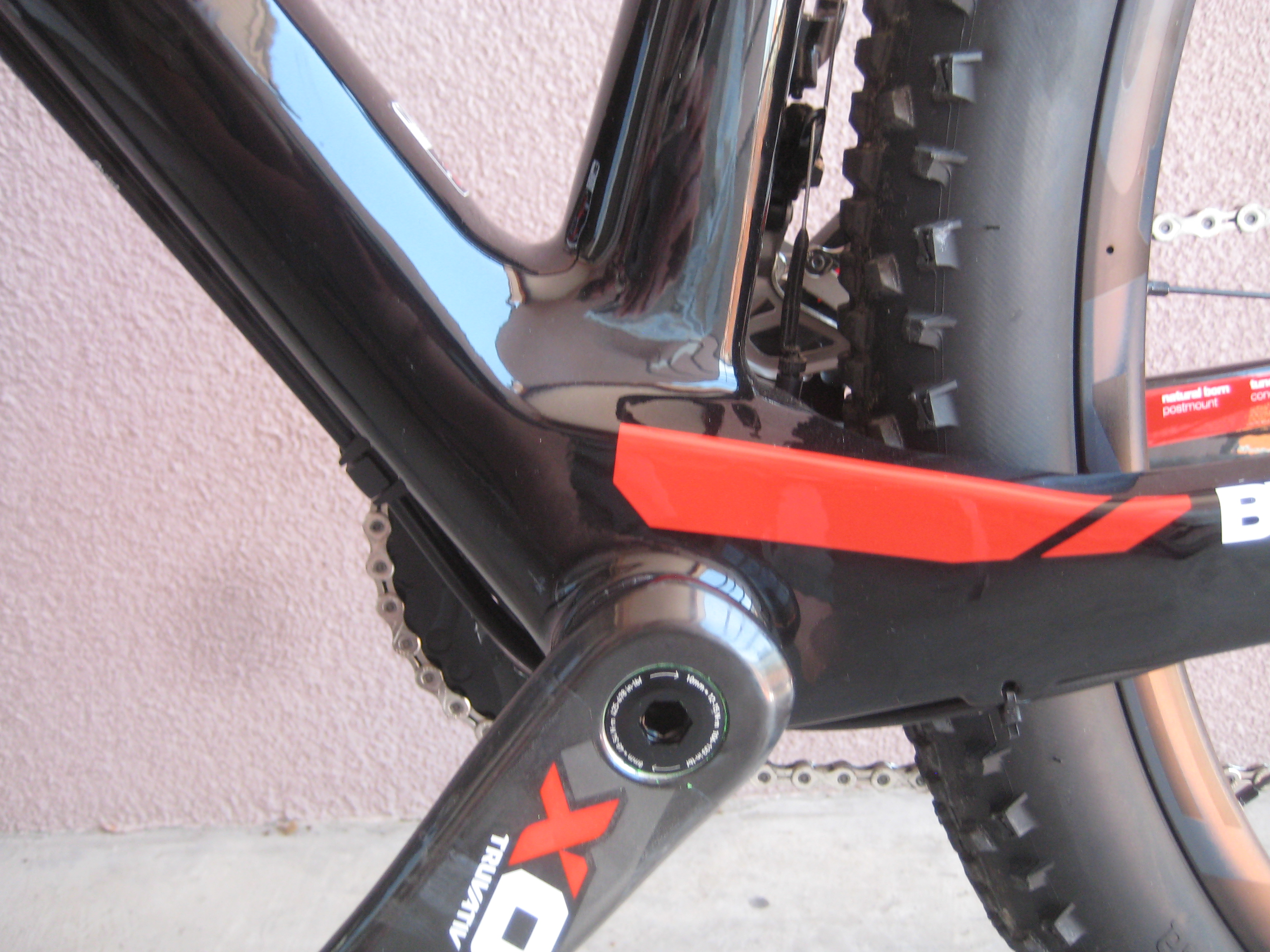
Le boitier de pédalier est surdimensionné pour une meilleure rigidité.

Le Team Elite 29 est un vélo à roues de 29 pouces, doté d'un cadre en fibre de carbone sur ses versions les plus haut de gamme. Le fabricant annonce un poids de cadre à 990 grammes, soit 110 g de moins que le poids du précédent modèle Team Elite dans sa version à roues de 26 pouces,.
La géométrie est particulière, avec un long tube supérieur et une potence très courte de 70 mm, munie d'un cintre plat de 685 mm,. L'allongement du cadre combiné à une potence très courte est censé augmenter la stabilité du vélo selon le constructeur.
La suspension est confiée à Fox Racing Shox, avec une fourche Fox 32 float de 100 mm de débattement à 3 modes réglables (Climb, Trail, Descent), présente sur toutes les versions du Team Elite,. Sur les modèles carbone, certaines parties du cadre ainsi que la tige de selle en carbone acceptent une certaine flexion, équivalent selon le constructeur à 10 mm de débattement,. Cette technologie, appelée par BMC Tuned compliance concept (TCC) consiste à disposer les fibres de carbone différemment selon les endroits du cadre, et de moduler la largeur des tubes, afin de leur donner plus ou moins de rigidité. En particulier, plus de rigidité est donnée à l'axe de pédalier et au tube de direction, tandis que les haubans sont plus flexibles. Ceci permet d'obtenir une certaine flexibilité verticale, pour le confort, tout en conservant une forte rigidité latérale, pour la transmission de la puissance.
La technologie TCC n'est pas particulière au Team Elite 29, elle a été originellement développée par BMC pour les modèles de route et en particulier le GranFondo,.
Sur la gamme 2016, BMC introduit une mini-suspension arrière nommée Micro Travel Technology. Il s'agit d'un tampon en élastomère entre les haubans, qui permet d'absorber une partie des impacts de la roue arrière, et donc d'améliorer le confort.
Le poids varie selon les versions, de 8.5 kg pour la version carbone TE01 en XX1, à 12.75 kg pour la version aluminium TE03 équipée en composants Deore.

## Versions
En 2013, le Team Elite 29 est proposé en 3 versions commerciales, dénommées TE01, TE02 et TE03. Les deux versions les plus haut de gamme, TE01 et TE02 possèdent un cadre en fibre de carbone, tandis que le TE03 dispose d'un cadre en aluminium.
- TE01 : 3 versions. SRAM X0-X9, Shimano XTR, SRAM XX[12]
- TE02 : 2 versions. shimano XT et XT-SLX[13]
- TE03 : 2 versions. shimano SLX et Deore-SLX[14]

Pour les modèles 2014, BMC introduit le mono-plateau XX1 sur la version haut de gamme TE01.

## Critiques et récompenses

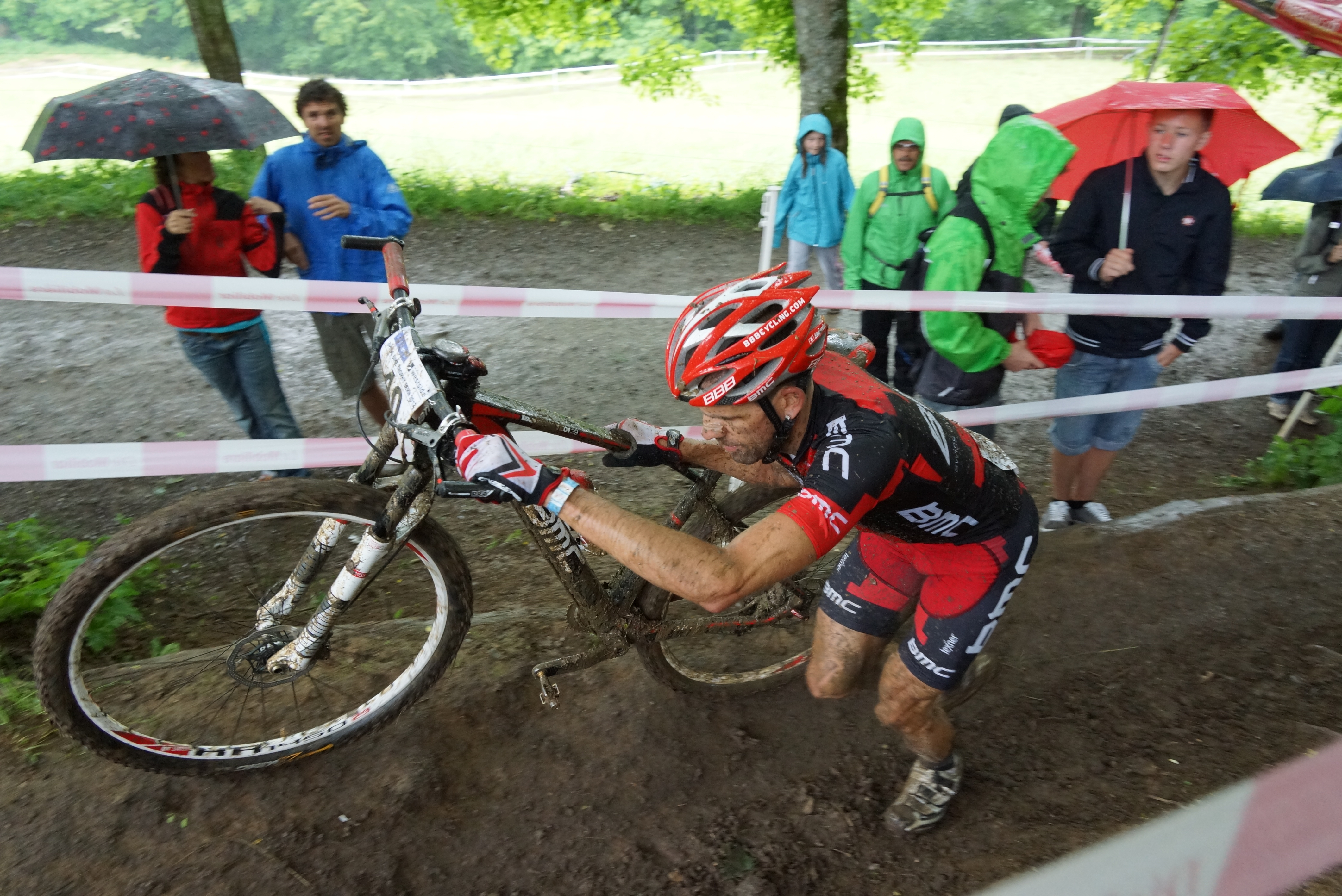
Alexandre Moos sur un BMC Team elite 29

Les tests et essais par la presse spécialisée sont très positifs. Les testeurs sont en particulier impressionnés par la flexibilité du cadre carbone et le confort qui en résulte,,. Sa stabilité en descente est également remarquée, avec un très bon guidage de l'avant, qui en font un vélo « facile et conciliant ». La position, sportive tout en restant confortable, est appréciée, de même que la bonne largeur du cintre. 
Les journalistes soulignent que de fait, le vélo n'est pas exclusif, et peut prétendre à la compétition en cross-country, mais également à des marathons ou des randonnées,. Il est souligné que contrairement à d'autres modèles, le vélo ne privilégie pas la performance par rapport au confort, mais réussit à concilier les deux, et est ainsi destiné autant aux compétiteurs qu'aux randonneurs. 
La version XX1 est particulièrement appréciée pour sa simplicité d'utilisation en mono-plateau et sa légèreté, sans que celle-ci ne remette en cause sa stabilité. 
Parmi les critiques, quelques testeurs ont ressenti un effet de sous-virage, ainsi qu'une maniabilité difficile de la potence courte en descente, qui demandent un temps d'adaptation. Un journaliste de Bikeradar a également remarqué le faible écart entre la roue arrière et le tube de selle, ce qui peut poser problème en cas de boue collante. La version en aluminium recueille moins de louanges, car considérée comme légèrement moins confortable que d'autres 29 pouces, et équipée de pneus pas assez fiables. Le vélo est toutefois décrit comme aussi maniable qu'un 26 pouces.
La version softail de 2016 est très appréciée des testeurs, la technologie apportant un réel confort. Le magazine français Vélo tout terrain attribue la note de 19.2/20 pour la version 2016.
Dans un comparatif entre six vélos de cross-country effectué en 2016 par le magazine VTT magazine, le Teamelite 02 sort vainqueur, devant le Specialized Stumpjumper.

## Compétition

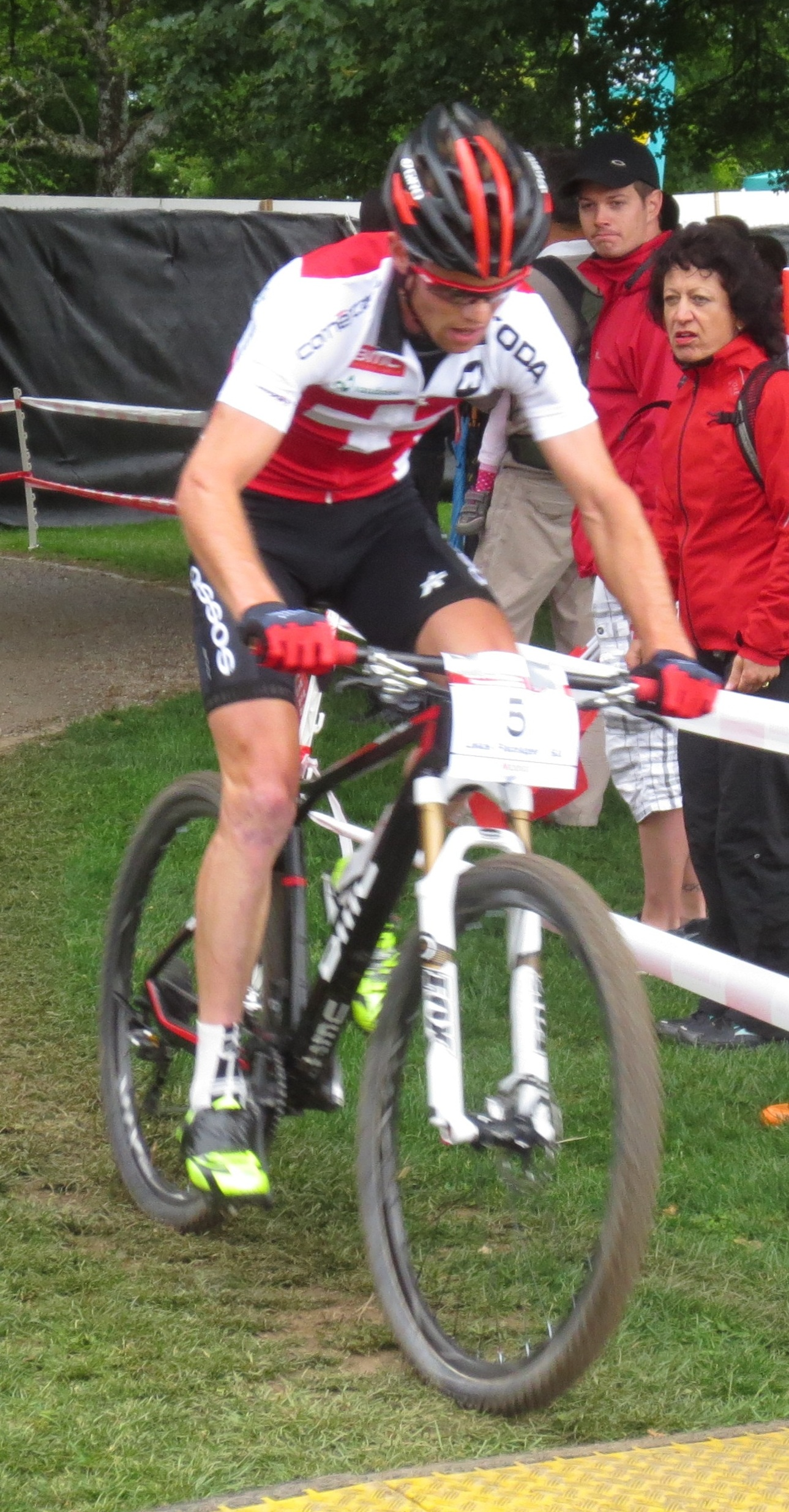
Lukas Flückiger sur un Team Elite 01 29 lors des Championnats d'Europe de VTT 2013 à Berne.

Le BMC Team Elite 29 est utilisé en compétition par les coureurs en cross-country de l'équipe BMC Mountain bike Racing Team, notamment Lukas Flückiger, Moritz Milatz, Ralph Näf et Julien Absalon. Le vélo a en particulier permis à Alexandre Moos de remporter le Grand Raid Cristalp 2012, à Lukas Flückiger de remporter une manche de coupe de Suisse 2013, et à Julien Absalon de gagner les Championnats d'Europe de VTT, une manche de coupe du monde en 2013,, ainsi que le général de la coupe du monde de VTT 2014.
Les coureurs roulent sur des vélos très proches des vélos de série. En particulier, le cadre est identique aux modèles du commerce, et les composants sont des composants haut de gamme du commerce (Shimano XTR). Julien Absalon indique n'avoir effectué aucun changement de géométrie par rapport au modèle de série. Seuls la fourche ou certains composants peuvent parfois être des protoypes.